# 皮氏蛇綿鳚
皮氏蛇綿鳚，為輻鰭魚綱鱸形目绵鳚亞目绵鳚科的其中一種，分布於東太平洋區，從美國奧勒岡州至墨西哥下加利福尼亞半島海域，屬深海底棲性魚類，棲息深度在水深2663至3051公尺，體長可達38.5公分。

## 扩展阅读
維基物種上的相關：皮氏蛇綿鳚